# Remondes e Soutelo
Remondes e Soutelo (oficialmente, União das Freguesias de Remondes e Soutelo) é uma freguesia portuguesa do município de Mogadouro, com 36,48 km² de área e 285 habitantes (censo de 2021). A sua densidade populacional é 7,8 hab./km².
Para além de Remondes e Soutelo, a união de freguesias é composta por mais uma aldeia da antiga freguesia de Soutelo (Quinta de Linhares).

## História
Foi criada aquando da reorganização administrativa de 2012/2013, resultando da agregação das antigas freguesias de Remondes e Soutelo:

## Demografia
A população registada nos censos foi:
| Ano  | 0-14 Anos | 15-24 Anos | 25-64 Anos | > 65 Anos |
| 2001 | 59        | 69         | 226        | 120       |
| 2011 | 26        | 31         | 167        | 117       |
| 2021 | 17        | 15         | 136        | 117       |

À data da junção das freguesias, a população registada no censo anterior foi:
| Freguesia atual                            | Freguesia atual  | Freguesia atual | Freguesias antigas | Freguesias antigas | Freguesias antigas |
| Freguesia                                  | População (2011) | Área (km²)      | Freguesia          | População (2011)   | Área (km²)         |
| ------------------------------------------ | ---------------- | --------------- | ------------------ | ------------------ | ------------------ |
| União das Freguesias de Remondes e Soutelo | 341              | 36,48           | Remondes           | 212                | 19,89              |
| União das Freguesias de Remondes e Soutelo | 341              | 36,48           | Soutelo            | 129                | 16,59              |